# Brachylomia curvifascia
Brachylomia curvifascia là một loài bướm đêm trong họ Noctuidae.